# Eschweilera tenax
Eschweilera tenax är en tvåhjärtbladig växtart som beskrevs av John Miers. Eschweilera tenax ingår i släktet Eschweilera och familjen Lecythidaceae. Inga underarter finns listade i Catalogue of Life.